# Liste der Spieler mit einer PDC Tour Card (2017)
Die folgende Liste zeigt alle Spieler, welche sich eine PDC Tour Card für das Jahr 2017 sichern konnten und damit für alle Turniere der PDC Pro Tour 2017 teilnahmeberechtigt waren.

## Qualifikation
Um sich eine PDC Tour Card zu sichern, musste man eines der folgenden Kriterien erfüllen:
- Top 64 der PDC Order of Merit nach der PDC World Darts Championship 2017
- Top 2 der PDC Challenge Tour Order of Merit 2015
- Top 2 der PDC Development Tour Order of Merit 2015
- Top 1 der Scandinavian Darts Corporation Pro Tour Order of Merit 2015
- Qualifikant auf der PDC Qualifying School am 13. bis 16. Januar 2016 (siehe: PDC Pro Tour 2016#Q-School)
- Top 2 der PDC Challenge Tour Order of Merit 2016
- Top 2 der PDC Development Tour Order of Merit 2016
- Qualifikant auf der PDC Qualifying School am 19. bis 22. Januar 2017 (siehe: PDC Pro Tour 2016#Q-School)

Jan Dekker, der als Erstplatzierter der PDC Challenge Tour Order of Merit 2015 qualifiziert gewesen wäre, stand gleichzeitig in den Top 64 der PDC Order of Merit. Sein Platz wurde an den Dritten der Challenge Tour Order of Merit 2015 weitergegeben. Auch Jeffrey de Graaf, Mick McGowan und Ron Meulenkamp, erfolgreiche Absolventen der Q-School 2016, standen nach der Weltmeisterschaft in den Top 64 der Order of Merit.

### Abgelehnte Tour Cards
Die folgenden Spieler hatten die Möglichkeit eine Tour Card zu erhalten, haben das Angebot jedoch nicht angenommen oder ihre Tour Card abgegeben.
| Land    | Spieler      | Wäre qualifiziert über    | Nachrücker                                 |
| ------- | ------------ | ------------------------- | ------------------------------------------ |
| England | Bradley Kirk | PDC Development Tour 2015 | Berry van Peer (PDC Development Tour 2015) |

## Liste
| Nr. | Land         | Spieler               | Qualifiziert als          |
| --- | ------------ | --------------------- | ------------------------- |
| 1   | Spanien      | Toni Alcinas          | Q-School 2017             |
| 2   | Schottland   | Gary Anderson         | Top 64 Order of Merit     |
| 3   | Australien   | Kyle Anderson         | Top 64 Order of Merit     |
| 4   | Schottland   | Jamie Bain            | Q-School 2017             |
| 5   | Schottland   | Mark Barilli          | Q-School 2016             |
| 6   | Niederlande  | Raymond van Barneveld | Top 64 Order of Merit     |
| 7   | England      | Ronnie Baxter         | Q-School 2017             |
| 8   | England      | Steve Beaton          | Top 64 Order of Merit     |
| 9   | England      | Andy Boulton          | Top 64 Order of Merit     |
| 10  | England      | John Bowles           | Q-School 2016             |
| 11  | England      | Darron Brown          | Q-School 2016             |
| 12  | Schottland   | Jim Brown             | Q-School 2017             |
| 13  | England      | Keegan Brown          | Top 64 Order of Merit     |
| 14  | England      | Lee Bryant            | Q-School 2017             |
| 15  | England      | Stephen Bunting       | Top 64 Order of Merit     |
| 16  | Wales        | Richie Burnett        | Q-School 2017             |
| 17  | England      | Stephen Burton        | Q-School 2017             |
| 18  | Nordirland   | Ray Campbell          | Q-School 2016             |
| 19  | England      | Jamie Caven           | Top 64 Order of Merit     |
| 20  | England      | Dave Chisnall         | Top 64 Order of Merit     |
| 21  | England      | Matt Clark            | Q-School 2016             |
| 22  | Wales        | Jonny Clayton         | Top 64 Order of Merit     |
| 23  | England      | Richie Corner         | PDC Challenge Tour 2015   |
| 24  | England      | Rob Cross             | PDC Challenge Tour 2016   |
| 25  | England      | Joe Cullen            | Top 64 Order of Merit     |
| 26  | England      | Scott Darbyshire      | Q-School 2017             |
| 27  | Belgien      | Mike De Decker        | PDC Development Tour 2015 |
| 28  | Niederlande  | Jan Dekker            | Top 64 Order of Merit     |
| 29  | England      | Matthew Dennant       | Q-School 2016             |
| 30  | Niederlande  | Dick van Dijk         | Q-School 2016             |
| 31  | England      | Chris Dobey           | Top 64 Order of Merit     |
| 32  | Nordirland   | Brendan Dolan         | Top 64 Order of Merit     |
| 33  | Niederlande  | Dirk van Duijvenbode  | Top 64 Order of Merit     |
| 34  | England      | Ritchie Edhouse       | Q-School 2017             |
| 35  | England      | Ricky Evans           | Top 64 Order of Merit     |
| 36  | England      | Ted Evetts            | Q-School 2016             |
| 37  | Niederlande  | Michael van Gerwen    | Top 64 Order of Merit     |
| 38  | England      | Andrew Gilding        | Top 64 Order of Merit     |
| 39  | Niederlande  | Jeffrey de Graaf      | Top 64 Order of Merit     |
| 40  | England      | Robbie Green          | Top 64 Order of Merit     |
| 41  | England      | Shaun Griffiths       | PDC Challenge Tour 2015   |
| 42  | Niederlande  | Sven Groen            | Q-School 2017             |
| 43  | Nordirland   | Daryl Gurney          | Top 64 Order of Merit     |
| 44  | England      | Andy Hamilton         | Top 64 Order of Merit     |
| 45  | Schottland   | John Henderson        | Top 64 Order of Merit     |
| 46  | Niederlande  | Jimmy Hendriks        | Q-School 2017             |
| 47  | England      | Steve Hine            | Q-School 2017             |
| 48  | Deutschland  | Max Hopp              | Top 64 Order of Merit     |
| 49  | Belgien      | Kim Huybrechts        | Top 64 Order of Merit     |
| 50  | Belgien      | Ronny Huybrechts      | Top 64 Order of Merit     |
| 51  | England      | Andy Jenkins          | Top 64 Order of Merit     |
| 52  | England      | Terry Jenkins         | Top 64 Order of Merit     |
| 53  | Indien       | Prakash Jiwa          | Q-School 2017             |
| 54  | England      | Darren Johnson        | Q-School 2017             |
| 55  | Niederlande  | Vincent Kamphuis      | Q-School 2016             |
| 56  | England      | Mervyn King           | Top 64 Order of Merit     |
| 57  | England      | Aden Kirk             | PDC Development Tour 2016 |
| 58  | Niederlande  | Christian Kist        | Top 64 Order of Merit     |
| 59  | Niederlande  | Jelle Klaasen         | Top 64 Order of Merit     |
| 60  | Hongkong     | Royden Lam            | Q-School 2017             |
| 61  | England      | Adrian Lewis          | Top 64 Order of Merit     |
| 62  | Wales        | Jamie Lewis           | Top 64 Order of Merit     |
| 63  | Österreich   | Maik Langendorf       | Q-School 2017             |
| 64  | Irland       | Steve Lennon          | Q-School 2017             |
| 65  | Nordirland   | Mickey Mansell        | Q-School 2017             |
| 66  | Irland       | Mick McGowan          | Top 64 Order of Merit     |
| 67  | Niederlande  | Yordi Meeuwisse       | Q-School 2016             |
| 68  | England      | Ryan Meikle           | Q-School 2016             |
| 69  | Niederlande  | Ron Meulenkamp        | Top 64 Order of Merit     |
| 70  | Griechenland | John Michael          | Q-School 2016             |
| 71  | England      | Joe Murnan            | Top 64 Order of Merit     |
| 72  | England      | Tony Newell           | Q-School 2016             |
| 73  | England      | Wes Newton            | Top 64 Order of Merit     |
| 74  | Australien   | Paul Nicholson        | Q-School 2017             |
| 75  | Kanada       | John Norman Jnr       | Q-School 2017             |
| 76  | England      | Alan Norris           | Top 64 Order of Merit     |
| 77  | England      | Richard North         | Q-School 2017             |
| 78  | Irland       | William O’Connor      | Top 64 Order of Merit     |
| 79  | Wales        | Robert Owen           | Q-School 2016             |
| 80  | England      | Kevin Painter         | Top 64 Order of Merit     |
| 81  | England      | David Pallett         | Top 64 Order of Merit     |
| 82  | England      | Ryan Palmer           | Q-School 2016             |
| 83  | England      | Andy Parsons          | Q-School 2016             |
| 84  | Kanada       | John Part             | Q-School 2017             |
| 85  | Niederlande  | Benito van de Pas     | Top 64 Order of Merit     |
| 86  | England      | Josh Payne            | Top 64 Order of Merit     |
| 87  | Niederlande  | Berry van Peer        | PDC Development Tour 2015 |
| 88  | Südafrika    | Devon Petersen        | Top 64 Order of Merit     |
| 89  | England      | Justin Pipe           | Top 64 Order of Merit     |
| 90  | England      | Simon Preston         | Q-School 2015             |
| 91  | Wales        | Gerwyn Price          | Top 64 Order of Merit     |
| 92  | England      | Chris Quantock        | Q-School 2017             |
| 93  | Lettland     | Madars Razma          | Q-School 2017             |
| 94  | Spanien      | Cristo Reyes          | Top 64 Order of Merit     |
| 95  | England      | James Richardson      | Q-School 2016             |
| 96  | England      | Harry Robinson        | Q-School 2016             |
| 97  | Österreich   | Rowby-John Rodriguez  | Top 64 Order of Merit     |
| 98  | England      | Paul Rowley           | Q-School 2017             |
| 99  | Deutschland  | Martin Schindler      | Q-School 2017             |
| 100 | England      | Ryan Searle           | PDC Challenge Tour 2016   |
| 101 | England      | Kirk Shepherd         | Q-School 2017             |
| 102 | England      | Dennis Smith          | Q-School 2016             |
| 103 | England      | Michael Smith         | Top 64 Order of Merit     |
| 104 | England      | Ross Smith            | Q-School 2016             |
| 105 | England      | Simon Stevenson       | Q-School 2016             |
| 106 | Österreich   | Mensur Suljović       | Top 64 Order of Merit     |
| 107 | England      | Phil Taylor           | Top 64 Order of Merit     |
| 108 | England      | Scott Taylor          | Q-School 2017             |
| 109 | England      | Terry Temple          | Q-School 2016             |
| 110 | Schottland   | Robert Thornton       | Top 64 Order of Merit     |
| 111 | England      | Ross Twell            | PDC Development Tour 2016 |
| 112 | Belgien      | Dimitri Van den Bergh | Top 64 Order of Merit     |
| 113 | Finnland     | Kim Viljanen          | SDC Pro Tour 2015         |
| 114 | Niederlande  | Vincent van der Voort | Top 64 Order of Merit     |
| 115 | England      | James Wade            | Top 64 Order of Merit     |
| 116 | England      | Mark Walsh            | Q-School 2016             |
| 117 | Niederlande  | Jermaine Wattimena    | Top 64 Order of Merit     |
| 118 | England      | Darren Webster        | Top 64 Order of Merit     |
| 119 | Wales        | Mark Webster          | Top 64 Order of Merit     |
| 120 | England      | Steve West            | Top 64 Order of Merit     |
| 121 | England      | Ian White             | Top 64 Order of Merit     |
| 122 | Australien   | Simon Whitlock        | Top 64 Order of Merit     |
| 123 | England      | Ricky Williams        | Q-School 2016             |
| 124 | England      | James Wilson          | Top 64 Order of Merit     |
| 125 | England      | Brian Woods           | Q-School 2016             |
| 126 | Wales        | Jonathan Worsley      | Q-School 2016             |
| 127 | Schottland   | Peter Wright          | Top 64 Order of Merit     |
| 128 | Niederlande  | Jeffrey de Zwaan      | Top 64 Order of Merit     |

## Statistiken

### Tour Cards nach Nationen
| Nr. | Land         | Anzahl | Differenz zum Vorjahr |
| --- | ------------ | ------ | --------------------- |
| 1.  | England      | 67     | −7                    |
| 2.  | Niederlande  | 18     | +1                    |
| 3.  | Schottland   | 7      | +1                    |
| 3.  | Wales        | 7      | +1                    |
| 5.  | Belgien      | 4      | ±0                    |
| 5.  | Nordirland   | 4      | ±0                    |
| 7.  | Australien   | 3      | ±0                    |
| 7.  | Irland       | 3      | +1                    |
| 7.  | Österreich   | 3      | +1                    |
| 10. | Deutschland  | 2      | ±0                    |
| 10. | Kanada       | 2      | ±0                    |
| 10. | Spanien      | 2      | +1                    |
| 13. | Finnland     | 1      | ±0                    |
| 13. | Griechenland | 1      | ±0                    |
| 13. | Hongkong     | 1      | +1                    |
| 13. | Indien       | 1      | ±0                    |
| 13. | Lettland     | 1      | +1                    |
| 13. | Südafrika    | 1      | ±0                    |
|     | 18 Nationen  | 128    | 128                   |